# Idaea maculata
Idaea maculata är en fjärilsart som beskrevs av W. Warren 1896. Idaea maculata ingår i släktet Idaea och familjen mätare. Inga underarter finns listade i Catalogue of Life.